# Caterina Lobenstein

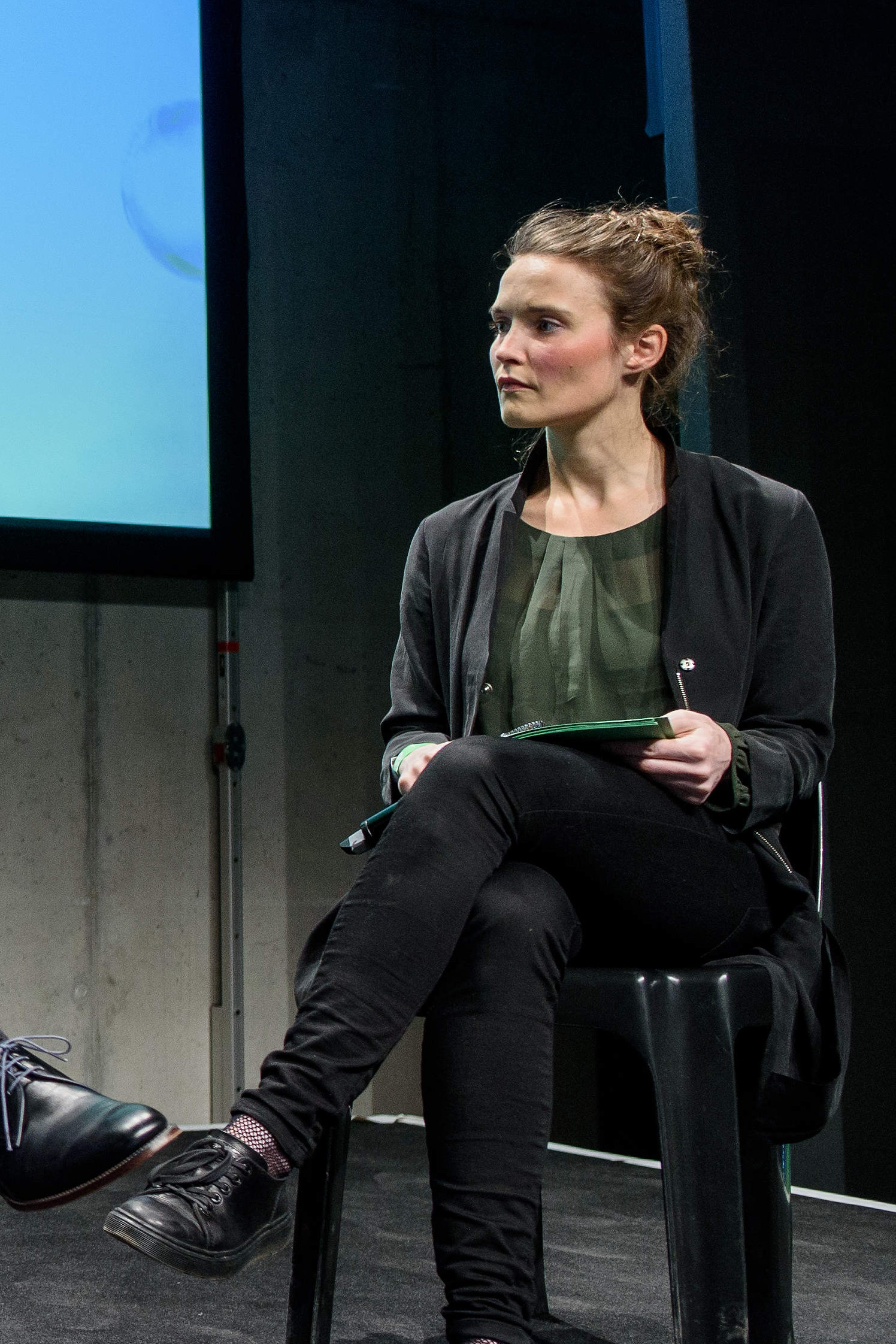
Caterina Lobenstein (2018)

Caterina Lobenstein (* 1983 in Jena) ist eine deutsche Journalistin und Redakteurin der Wochenzeitung Die Zeit. Sie ist Trägerin des Henri-Nannen-Preises.

## Karriere
Lobenstein ist in Thüringen und Sachsen-Anhalt aufgewachsen. Nach dem Abitur an der Landesschule Pforta studierte sie  Politik- und Musikwissenschaft in Marburg und Bologna. Sie arbeitete am Bach-Archiv Leipzig, an der Lettischen Nationaloper in Riga und beim Hessischen Rundfunk in Frankfurt. In Hamburg folgte die Ausbildung zur Journalistin an der Henri-Nannen-Schule.
Mit der deutsch-mexikanischen Journalistin Amrai Coen bereiste Lobenstein 2012 fünf Wochen lang von Hamburg aus drei Kontinente, um in São Paulo, New York, Tokio, Mumbai, Kairo und London neue Ansätze für den Print-Journalismus im digitalen Wandel zu finden. Ihre Ergebnisse und Erlebnisse veröffentlichten sie auf dem Blog von Next Media.
Sie begann 2012 als freie Redakteurin für das Magazin Zeit Campus zu schreiben. Im selben Jahr wählte das medium magazin Lobenstein in die Top 30 bis 30. Sie wechselte 2014 als Redakteurin ins Wirtschaftsressort der Zeit und 2018 als Korrespondentin in dessen Parlamentsredaktion nach Berlin.
2015 war sie auf der Shortlist des Henri-Nannen-Preises. 2016 erreichte sie zusammen mit Matthias Krupa den mit 3.000 Euro dotierten 3. Platz des Otto-Brenner-Preises und wurde für den Ernst-Schneider-Preis nominiert.
„Für ihre tiefe, schmerzhaft sachliche Erzählung aus dem Alltag der Altenpflegerin Heike Noe“, so Thomas Hahn in der Süddeutschen Zeitung, wurde Caterina Lobenstein 2018 mit dem Henri-Nannen-Preis in der Kategorie Dokumentation ausgezeichnet. Für diese Reportage mit dem Titel Warum verdient Frau Noe nicht mehr? erhielt sie im selben Jahr den Willi-Bleicher-Preis. Lobenstein hatte den Alltag einer Altenpflegerin begleitet, „der sich als ein Arbeitstag aus Zuwendungen erweist, die vor allem aus körperlichen Berührungen bestehen“, schrieb Elisabeth Tadden. Sie erzähle von einem „kraftaufwendigen Balanceakt auf einem schmalen Grad der Verletzlichkeit“.

## Auszeichnungen
- 2016: Otto-Brenner-Preis, 3. Platz, zusammen mit Matthias Krupa
- 2018 für ihre Reportage Warum verdient Frau Noe nicht mehr? in Die Zeit, Nr. 51/2017:
  - Henri-Nannen-Preis in der Kategorie Dokumentation[9]
  - Willi-Bleicher-Preis in der Kategorie Print/Online[10]
  - Georg von Holtzbrinck Preis für Wirtschaftspublizistik in der Kategorie Text[11]
- 2022: Theodor-Wolff-Preis in der Kategorie Thema des Jahres, zusammen mit Stephan Lebert